# دينيش شارما (سياسي)
دينيش شارما (بالهندية: दिनेश शर्मा)‏ (بالإنجليزية: Dinesh Sharma)‏ هو سياسي هندي، ولد في 12 يناير 1964 في لكهنؤ في الهند. حزبياً، نشط في بهاراتيا جاناتا.